# 久康國際
久康國際控股有限公司，簡稱久康國際控股和久康國際（英語：Long Well International Holdings Limited） (港交所：0850)，在1987年由潘氏兄弟成立，當時是「永成化工」，由最初生產塑膠著色劑、油漆和混合溶劑的製造，其後擴展開拓上游石油開採業和進行高科技納米溶劑研發業務。
其股份於2002年11月13日在香港交易所主板上市，前身為「永成國際集團有限公司」、「中油資源控股有限公司」、「中亞能源控股有限公司」和「投融長富集團有限公司」。
事緣起因，2007年，本集團收購東北石油（中國）發展有限公司51%股權，其後更名為「中油資源控股有限公司」。
2009 年,收購北非突尼西亞油田,而改名"中亞能源控股"
其東北的油井已有過半投產，惟未能對業績有半點貢獻，並接連出現龐大虧損，實在令人費解，亦不止一次更換核數師。
2012年12月18日公佈悉數出售中油資源，包括突尼西亞油田的開採權，售價只有70萬美元。其股價曾經以此作為概念，公司市值由幾億炒至幾十億。
雖然出現連年虧損，主席年薪仍從千多萬加至兩千七百多萬。
2020年1月31日，由「投融長富集團有限公司」更名為「久康國際控股有限公司」，英文名稱則由「Tou Rong Chang Fu Group Limited」更名為「Long Well International Holdings Limited」。2021年5月28日，久康國際遭香港交易所根據根據《上市規則》第6.01A條取消其上市地位。

## 相關連結
- 2006-10-19 股市縱橫：永成變身油股前景宏大 （页面存档备份，存于）
- 2007-05-22 心水推薦股：永成國際（0850） （页面存档备份，存于）
- 2007 中油資源 潘森 向海外油田進發[永久]
- 2007-09-01永成料兩油井9月中投產 （页面存档备份，存于）
- 2007-11-10中油资源黑省油田月内投产, 200口井总投资4亿 （页面存档备份，存于）
- 2009-12-29中亚能源：内地油田明年钻井最多４０口，冀石油业务比重增至五成
- 2010-04-28中亞能源（８５０）折讓３２％向流動電訊（８２６６）提全購 （页面存档备份，存于）

## 外部連結
- 中油資源控股有限公司
- 永成化工有限公司 （页面存档备份，存于）